# ペトロラコサウルス
ペトロラコサウルス (Petrolacosaurus) は古生代石炭紀後期の約3億 - 2億9,000万年前の北アメリカ大陸に生息していた爬虫類の絶滅した属。最古の双弓類であり、またヒロノムスなどとともに最初期の爬虫類として知られていた。カンサス州より化石が発見されている。

## 形態
体長約40センチメートル。体型は現生のトカゲに似る。側頭部には二つの側頭窓を持ち、吻には昆虫食に適化した歯列があった。この歯は獣弓類などの様に大きさが異なるものが存在した。またそれ以外の特徴は、ヒロノムスなどカプトリヌス目プロトロティリス科に類似していた。